# Смирнов, Яков Семёнович
Я́ков Семёнович Смирно́в (15 [27] ноября 1853 — ?) — русский генерал-майор, участник Русско-турецкой и Первой мировой войн. Военный историк.

## Биография
Православного вероисповедания. Образование получил в Калужской классической гимназии.
3 мая 1873 года вступил в службу. Окончил Московское пехотное юнкерское училище по 2-му разряду и выпущен из него в 65-й пехотный Московский полк. Участвовал в Русско-турецкой войне 1877—1878 годов на Балканском театре военных действий. Был ранен. В течение 14 лет и 8 месяцев командовал ротой. 9 месяцев был начальником Холмского местного лазарета, затем 3 года и 7 месяцев командовал батальоном. В 1905 году за отличие был произведён в полковники. 23 декабря 1907 года был назначен командиром 68-го лейб-пехотного Бородинского императора Александра III полка.
19 апреля 1915 года был назначен командиром 1-й бригады 21-й пехотной дивизии. По состоянию на 6 декабря 1916 года в том же чине начальник 21-й пехотной запасной бригады.

## Чинопроизводство
- вступил в службу (03.05.1873)
- прапорщик (старшинство в чине 25.11.1876)
- подпоручик (ст. 08.04.1877)
- поручик (ст. 07.05.1881)
- штабс-капитан (ст. 15.03.1888)
- капитан (ст. 15.03.1895)
- подполковник (ст. 26.02.1901)
- полковник (1905, ст. 05.10.1904) — за отличие.
- генерал-майор (1911) — с увольнением в отставку.

## Награды
- Орден Святой Анны 4-й степени (1879)
- Орден Святого Станислава 3-й степени (1887)
- Орден Святой Анны 3-й степени (1891)
- Орден Святого Станислава 2-й степени (1905)
- Орден Святого Владимира 3-й степени (1909)
- Орден Святого Станислава 1-й степени (06.12.1916) — за отлично-усердную службу и труды, понесённые во время военных действий.

Иностранные
- Орден Меджидие 3-й степени (1899)